# Alexej Jagudin
Alexej Konstantinovič Jagudin (* 18. března 1980) je trojnásobný mistr Evropy, čtyřnásobný mistr světa a olympijský vítěz v krasobruslení.
V roce, kdy vyhrál olympiádu, získal za technickou stránku od všech hodnotících známku 5,9 a za svůj umělecký dojem získal čtyři nejvyšší ocenění 6,0. Žádnému jinému krasobruslaři v celé historii tohoto sportu se nikdy nepodařilo získat více než jednu „šestku“. Je to také první muž v historii tohoto sportu, který získal ocenění ve všech soutěžích během jedné sezóny, a to na evropském šampionátu, na Grand Prix, na mistrovství světa a na olympijských hrách.
Na světovém šampionátu v Naganu znovu změnil historii krasobruslení, když jako první bruslař získal známku 6,0 a to v krátkém programu. Televizní společnost ABC nominovala Jagudina na největšího sportovce roku, společně s hvězdami jako Andre Agassi, Tiger Woods nebo Serena Williamsová.

## Sportovní kariéra
Alexej začal s krasobruslením ve 4 letech; na led ho přivedla jeho matka. A Alexejův talent, který mu byl vrozený, se začal záhy projevovat. V roce 1994 (ve věku 14 let) se zapojil do mezinárodních soutěží a skončil 4. na světovém šampionátu mladších závodníků. O dva roky později tuto soutěž vyhrál.
Alexej spolupracoval s legendární trenérkou a choreografkou Taťánou Tarasovovou od roku 1998. V 18 letech se stal nejmladším vítězem mistrovství světa v historii. V letech 1998 a 1999 vyhrál 9 z 11 soutěží, kterých se zúčastnil.
V listopadu 2003 oznámil Alexej Jagudin konec své krasobruslařské kariéry a ještě týž rok začal spolupracovat jako trenér s francouzským krasobruslařem, Brianem Joubertem a Andrejem Griazevem. Brianovi pomáhal s přípravou na zimní olympijské hry v Turíně v roce 2006.

## Vzdělání, osobní život
Alexej Jagudin vystudoval univerzitu v Rusku s vyznamenáním, a v roce 2001 obdržel vysokoškolský diplom ze sportovní univerzity v Petrohradu. Mezi jeho koníčky, kromě ledu, patří fotbal, tenis, golf a péče o amerického kokršpaněla jménem Lawrence, kterého pojmenoval po svém oblíbeném filmu Lawrence z Arábie. Mluví plynně anglicky, rád tráví čas u počítače a povídá si se svými přáteli a fanoušky.
Bydlí v Simsbury (Connecticut). Jeho oblíbeným jídlem jsou třešně a sushi.